# 超ハジバム。ツア→♪♪。〜俺がお前を幸せにする2013〜 in 東京 超ファイナル☆SPECIAL。
『超ハジバム。ツア→♪♪。〜俺がお前を幸せにする2013〜 in 東京 超ファイナル☆SPECIAL。』は、ハジ→の2枚目のライブDVDである。

## 概要
- メジャー1stアルバム『超ハジバム。』を引っさげて行われたツアー『超ハジバム。ツア→♪♪。〜俺がお前を幸せにする2013〜』から2013年11月17日にZepp DiverCityで行われた最終公演の模様を収録。
- メジャー4thシングル「卒業サヨナラ。」と同時発売となった。

## 収録映像曲
- ライブ本編

1. ハジ→From→仙台。
2. EVERY☆BODYww♪♪。
3. サマ→ズラバ→。
4. 踊れジャポネ→ゼ♪♪。
5. Only One。
6. アメフリ。
7. 空色 window dream。
8. 楽器の弾けないミュ→ジシャン♪♪。
9. ずっと。
10. けんかっち。
11. 人生は素晴らしい物語。
12. 指輪と合鍵。feat. Ai from RSP
13. たからもの。 feat. SA.RI.NA
14. White Winter Love。
15. for YOU。
16. HAZZIE's MUSIC SHOWCASE。
17. 脳☆天気。
18. 来来来。〜KURUKURUKURU〜
19. ぱぴぷぺぱーり→。
20. 3.11。
21. P.S...。
22. おまえに。
23. ネバ→エンド☆。
24. KING☆OF☆SUMMER。